# SSE4
Streaming SIMD Extensions 4 (SSE4) – rozszerzenie zestawu instrukcji SSE opublikowane w kwietniu 2007 przez firmę Intel. SSE4 wprowadza 54 nowe instrukcje, podzielone na dwie podgrupy (wersje): SSE4.1 zawierający 47 rozkazów oraz SSE4.2 zawierający dodatkowe 7.
Rozkazy SSE4.1 stanowią rozszerzenie istniejących instrukcji wektorowych operujących na liczbach całkowitych oraz zmiennoprzecinkowych; instrukcje MPSADBW i PHMINPOSUW ułatwiają i przyspieszają kompresję wideo. Rozkazy SSE4.2 są bardziej specjalizowane, np. istnieje rozkaz obliczający sumę kontrolną CRC-32, czy liczbę ustawionych bitów, a także instrukcje działające na łańcuchach znaków.
Nowością w SSE4 są rozkazy stałoprzecinkowe, które modyfikują rejestr flag procesora - dotychczas żaden z rozkazów SSE działający na liczbach całkowitych tego nie robił. Ponadto nowe instrukcje wektorowe działają wyłącznie na rejestrach XMM - w SSE2, SSE3 i SSSE3 istniała możliwość przeprowadzania większości obliczeń również na rejestrach MMX.
SSE4 nie wprowadza nowych typów danych, używa typów zdefiniowanych w SSE i SSE2.

## Procesory posiadające rozszerzenie SSE4
- Intel Core 2 na rdzeniu Penryn i Wolfdale (45 nm)
- Intel Core i7
- Intel Core i5
- Intel Core i3
- AMD FX
- AMD Ryzen

## Rozkazy SSE4.1
| Instrukcja                                            | Działanie |
| ----------------------------------------------------- | --- |
| BLENDPS BLENDPD BLENDVPS BLENDVPD PBLENDVB PBLENDW    | przepisanie tylko wybranych elementów wektorów (wskazanych maską bitową lub maską bajtową). |
| DPPS DPPD                                             | obliczanie iloczynu skalarnego. |
| EXTRACTPS PEXTRB PEXTRW PEXTRD PEXTRQ                 | wybranie elementu z wektora (z rejestru XMM) i zapisanie go do rejestru ogólnego przeznaczenia lub pamięci. |
| INSERTPS PINSRB PINSRD PINSRQ                         | zapisanie rejestru ogólnego przeznaczenia albo pamięci na wskazanej pozycji wektora. |
| PMAXSB PMAXSD PMAXUB PMAXD PMINSB PMINSD PMINUB PMIND | wybranie maskymalnych/minimalnych elementów z dwóch wektorów bajtów lub podwójnych słów (ze znakiem albo bez znaku). |
| PMULDQ PMULLD                                         | rozkazy mnożą wektory 32-bitowych liczb ze znakiem; PMULDQ zapisuje wyniki 64-bitowe, natomiast PMULLD tylko młodsze 32 bity wyniku. |
| PMOVSXBW PMOVSXBD PMOVSXBQ PMOVSXWD PMOVSXDQ          | rozszerzenie zakresu liczb ze znakiem (z 8 na 16, 32 lub 64 bity, z 16 na 32 lub 64 bity, z 32 na 64 bity) |
| PMOVZXBW PMOVZXBD PMOVZXBQ PMOVZXWD PMOVZXDQ          | rozszerzenie zakresu liczb bez znaku (z 8 na 16, 32 lub 64 bity, z 16 na 32 lub 64 bity, z 32 na 64 bity) |
| PACKUSDW                                              | konwersja wektora czterech 32-bitowych liczb całkowitych ze znakiem na wektor liczb całkowitych 16-bitowych bez znaku; przy konwersji następuje nasycenie wyniku |
| PCMPEQQ                                               | porównanie wektorów poczwórnych słów ze znakiem (elementy 64-bitowe) relacją "równy". |
| ROUNDPD ROUNDPS ROUNDSD ROUNDSS                       | zaokrąglanie wektorów lub skalarów liczb zmiennoprzecinkowych pojedynczej bądź podwójnej precyzji. Tryb zaokrąglania jest wybierany w trzecim argumencie (stałej natychmiastowej): - tryb zaokrąglania jest ustawiony bezpośrednio w stałej, - tryb zaokrąglania taki, jak ustawiony w rejestrze kontrolnym SSE MXSCR. |
| PHMINPOSUW                                            | rozkaz wyszukuje w wektorze liczb 16-bitowych bez znaku wartość najmniejszą; zwraca wartość elementu oraz jego indeks. |
| PTEST                                                 | rozkaz pozwala na sprawdzenie, które bity w rejestrze XMM są ustawione; rozkaz modyfikuje rejestr flag mikroprocesora. |
| MPSADBW                                               | rozkaz oblicza 8 kolejnych sum modułów różnic wektorów 4-elementowych. |
| MOVNTDQA                                              | ładuje 128 bitów z pamięci, z pominięciem pamięci podręcznej |

## Rozkazy SSE4.2
| Instrukcja                              | Działanie |
| --------------------------------------- | --- |
| CRC32                                   | aktualizacja sumy kontrolnej CRC-32; używany wielomian 11edc6f41h. |
| POPCNT (ang. population count)          | zliczenie liczby zapalonych bitów w słowach 16-, 32-, lub 64 bitowych (argumentami mogą być rejestry, bądź adresy pamięci). |
| PCMPGTQ                                 | porównanie wektorów poczwórnych słów ze znakiem (elementy 64-bitowe) relacją "większy". |
| PCMPESTRI PCMPESTRM PCMPISTRI PCMPISTRM | rozkazy działają na łańcuchach bajtów lub słów, ze znakiem lub bez znaku i pozwalają na: - stwierdzenie czy łańcuchy są równe, - stwierdzenie które znaki z pierwszego łańcucha znajdują się w drugim (ewentualnie czy znajdują się w przedziałach zdefiniowanych w łańcuchu drugim), - wyszukanie wystąpień jednego z łańcuchów w drugim. |

Rozkazy łańcuchowe (PCMPxSTRx) noszą nazwę STTNI: STring & Text New Instructions.